# Federação de Macau de Hóquei no Gelo
A Federação de Macau de Hóquei no Gelo é o órgão que dirige e controla o hóquei no gelo da Região Administrativa Especial de Macau da República Popular da China, comandando, como por exemplo, as competições regionais e a selecção regional.